# アルバート・チャールズ・ミュラー
アルバート・チャールズ・ミュラー（Albert Charles MULLER、1953年9月19日 - ）は、アメリカ出身の仏教学者。東京大学名誉教授、武蔵野大学教授。専門は東アジア仏教、韓国仏教、儒教、瑜伽行唯識学派、禅、デジタル・ヒューマニティーズ。

## 経歴

### 学歴
1985年、ニューヨーク州立大学ストーニブルック校宗教学部専攻課程を卒業。同年関西外国語大学修了。1987年にバージニア大学大学院博士課程アジア宗教学専攻退学。1993年にニューヨーク州立大学ストーニブルック校大学院比較文学科博士課程を修了し、文学博士号を取得。

### 職歴
1994年より東洋学園大学助教授。1997年より同大学教授。2005年東京大学教養学部英語科非常勤講師。2008年東京大学大学院人文社会系研究科特任教授。2013年より東京大学大学院人文社会系研究科教授。2019年東京大学名誉教授、武蔵野大学経営学部教授。武蔵野大学仏教文化研究所客員研究員

## 科研費
- KAKEN>MULLER Albert